# Willys Itamaraty
O Willys Itamaraty foi lançado em 1966 como a versão mais sofisticada do Aero Willys 2600. Foi batizado com o nome do edifício sede do Ministério das Relações Exteriores, em alusão à sofisticação e o glamour da diplomacia brasileira. O modelo trazia mais cromados, nova grade dianteira e lanternas. O interior ainda trazia o painel de jacarandá maciço (que seria substituído por uma imitação de plástico no Willys da Ford), bancos de couro e rádio. Na parte mecânica, ganhava um motor de 3 litros e 132 cv (140 cv na gestão Ford).
O modelo serviu de base para a primeira limusine brasileira, o Willys Itamaraty Executivo. A ideia foi do presidente da Willys, o engenheiro William Max Pearce. O desenho foi feito pelo catalão José Maria Ramis Melquizo, do departamento de estilo da marca. O objetivo, deixado claro no nome, era atender a presidência da República. Em 1967, o primeiro modelo foi entregue ao então Presidente da República Castelo Branco. Produzido artesanalmente junto com a Karmann-Ghia, o Executivo tinha dois modelos: o Standard, menos luxuoso, oferecia cinco lugares atrás, três no banco traseiro e dois em pequenos bancos retráteis, rádio, toca-fitas de cartucho, ar-condicionado e uma pequena placa destinada ao nome do dono. O Executivo Especial tinha quatro lugares atrás, cedendo um do banco traseiro para um console central com gravador de voz Sony, barbeador, toca-fitas de cartucho, compartimento para guardar as fitas, comando das luzes internas e acendedor de cigarros. Foram produzidas 27 unidades, duas delas protótipos. Sua produção foi encerrada em 13 de agosto de 1969.
A produção do Itamaraty foi encerrada em 1971, assim como a do Aero-Willys.